# Riccardo Saponara
Riccardo Saponara (Forlì, 21 december 1991) is een Italiaans voetballer die doorgaans als offensieve middenvelder speelt. Hij verruilde Empoli in juli 2018 voor Fiorentina, dat hem daarvoor al anderhalf jaar huurde.

## Clubcarrière
Saponara verruilde in 2009 Ravenna Calcio voor Empoli. Bij Empoli scoorde hij 9 doelpunten in 65 competitiewedstrijden. Op 21 januari 2013 nam AC Milan Saponara voor een bedrag van 3,8 miljoen euro over van Empoli. De clubs kwamen tot een akkoord dat Saponara het seizoen mocht afmaken bij Empoli. In de zomertransferperiode sloot Saponara aan bij de selectie van AC Milan. Hij kreeg het shirtnummer 8 toebedeeld.

## Interlandcarrière
Saponara kwam driemaal uit voor Italië -18 en eenmaal voor Italië -19. Hij maakte drie doelpunten in 22 interlands voor Italië -21. Hij nam met die laatste ploeg deel aan het Europees kampioenschap 2013 in Israël, waar Jong Italië in de finale met 4-2 verloor van de leeftijdgenoten uit Spanje.
1 Terracciano ·
2 Dodô ·
3 Biraghi  ·
4 Bove ·
5 Pongračić ·
6 Ranieri ·
7 Sottil ·
8 Mandragora ·
9 Beltrán ·
10 Guðmundsson ·
11 Ikoné ·
15 Comuzzo ·
17 Zaniolo ·
20 Kean ·
21 Gosens ·
22 Moreno ·
23 Colpani ·
24 Richardson ·
28 Martínez Quarta ·
29 Adli ·
30 Martinelli ·
32 Cataldi ·
33 Kayode ·
43 De Gea ·
53 Christensen ·
65 Parisi ·
99 Kouamé ·
Coach: Palladino
· Assistent-coach: Peluso